# Залісіха
Залісі́ха (рос. Залесиха) — селище у складі Зоринського району Алтайського краю, Росія. Входить до складу Яновської сільської ради.

## Населення
Населення — 29 осіб (2010; 8 у 2002).
Національний склад (станом на 2002 рік):
- росіяни — 87 %